# Jindřichov (Přerov)
Jindřichov (in tedesco Heinrichswald) è un comune della Repubblica Ceca facente parte del distretto di Přerov, nella regione di Olomouc.